# ألبرت وليم تاكر
ألبرت وليم تاكر (بالإنجليزية: Albert W. Tucker)‏ (28 نوفمبر 1905 – 25 يناير 1995) هو رياضياتي كندي ذو إسهامات مهمة في الطوبولوجيا ونظرية الألعاب والبرمجة غير الخطية.